# Творча сотня «Рух до перемоги»
Громадська організація "Творча сотня «Рух до перемоги»  (місце реєстрації — м. Старокостянтинів Хмельницької області) — недержавна громадська волонтерська організація, основним напрямком діяльності якої є благодійна (гуманітарна, мистецько-культурологічна, морально-психологічна) підтримка військовослужбовців, учасників АТО (ООС), родин учасників АТО (ООС), цивільного населення у зоні АТО (ООС).

## Історія
Діяльність розпочалася на волонтерських засадах у квітні 2014 року за ініціативи і безпосередньої участі керівника ГО "Творча сотня «Рух до перемоги» Оксани Радушинської в межах неофіційного волонтерського об'єднання «Мистецька подільська сотня». З жовтня 2015 року після офіційної реєстрації ГО "Творча сотня «Рух до перемоги» діяльність було продовжено в межах даної ГО.

## Діяльність
Діяльність громадської організації спрямована на надання благодійної допомоги (гуманітарної, мистецько-культурологічної та морально-психологічної) військовослужбовцям, які перебувають на позиціях у зоні проведення АТО (ООС); учасникам АТО (ООС), котрі проходять лікування в шпиталях України після поранень; армійцям на полігонах України; родинам учасників АТО (ООС); цивільному населенню у зоні АТО (ООС).
Починаючи з 2015 року, колектив щомісяця здійснює гуманітарно-культурологічні поїздки в зону АТО (ООС). Неодноразово бував «на нулі» і в «сірій зоні». Станом на липень 2018 року здійснено понад 40 поїздок на Схід України, проведено більше 350 волонтерських концертів та акцій, зібрано і доставлено в зону АТО (ООС) більше 70 тонн гуманітарної допомоги.
Також упродовж 2015—2018 років волонтери ГО здійснили серію благодійних концертів «З любов'ю — заради миру» у населених пунктах: м. Олександрівка Донецької обл., м. Курахове Донецької обл., м. Соледар Донецької обл., м. Мар'їнка Донецької обл., м. Попасна Луганської обл., м. Світлодарськ Луганської обл., с. Здовбиця та м. Здолбунів Рівненської обл., Чорноострівська ОТГ Хмельницької обл. та ін.
У листопаді 2017 року в Києві у Центральному Будинку офіцерів ЗСУ відбувся благодійний концерт артистів-волонтерів ГО «Ми переможемо», приурочений до Міжнародного дня волонтера і Дня Збройних Сил України, у березні 2018 року — концерт-звіт «Ми переможемо» у Хмельницькій обласній філармонії.
Концертна програма включає кращі зразки української естради, народні, повстанські пісні, інструментальну музику, гумор, авторську пісню та поезію. Кожен концерт завершується піснею «Ми переможемо!» (сл. Оксани Радушинської, муз. Юрія Вилавського, аранжування Сергія Скопа) — словами, які сповнюють впевненістю і вірою в нашу українську долю.

## Волонтери

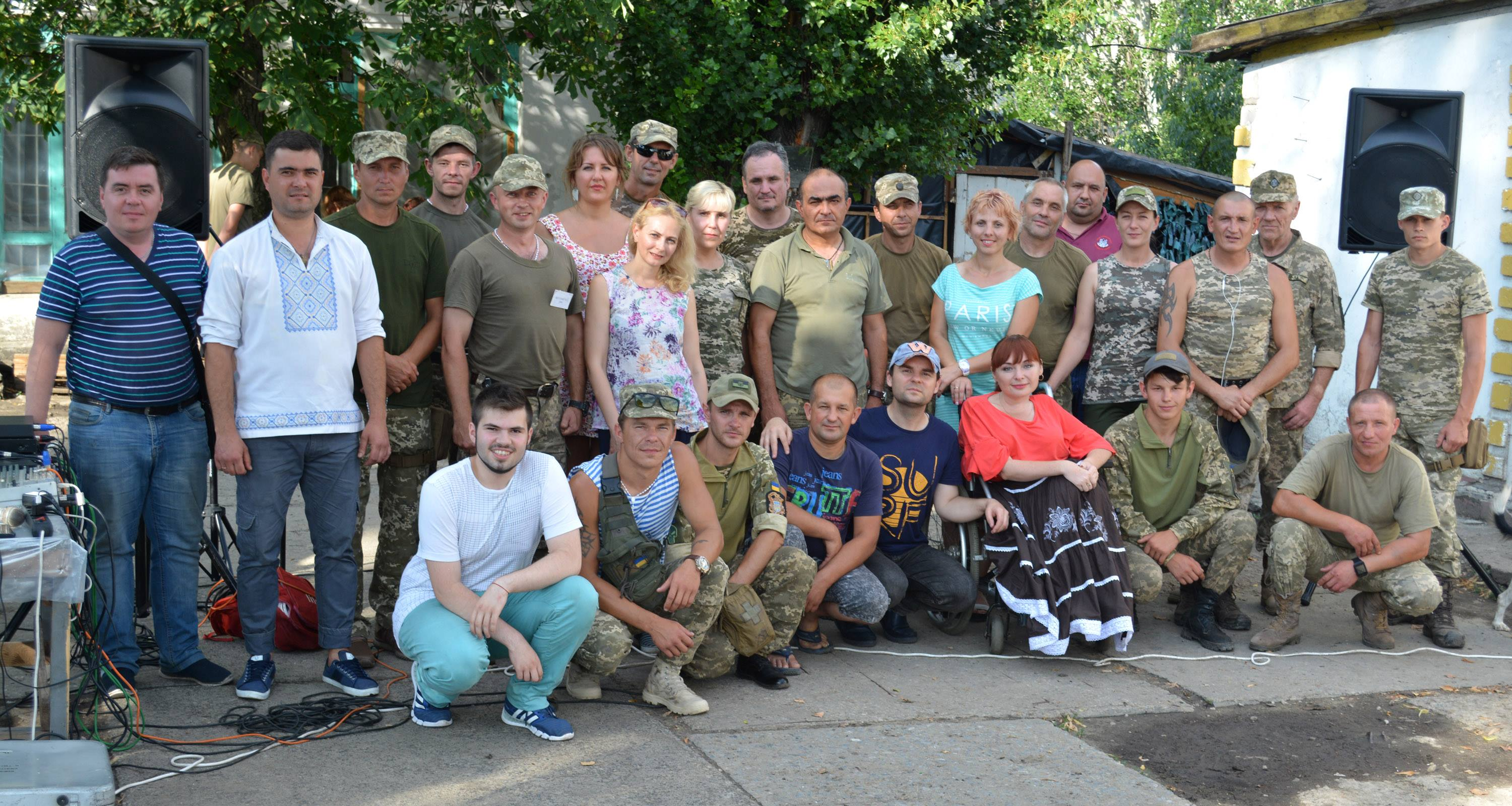
Творча сотня Рух до перемоги в зоні АТО (ООС), липень 2018 р.

До основного складу організації у різний час входили/входять:
- керівник ГО — Оксана Радушинська (поетеса, письменниця, автор 27 книг, громадська діячка, журналістка, теле- та радіоведуча, кавалер ордена княгині Ольги III ступеня та низки інших нагород і відзнак);
- скрипальки — Заслужена артистка України Майя Онищук, викладачка Красилівської дитячої музичної школи Ольга Безносюк;
- артисти Хмельницької обласної філармонії — вокаліст Степан Дробіт, співачки Олена Мишляковська, Яна Гарманюк;
- співачка Марія Мазур;
- співачка, викладачка Чорноострівської дитячої музичної школи Анастасія Капустянська;
- чоловічий вокальний ансамбль «Mikst»;
- автор і виконавець Юрій Старчевод;
- військовослужбовці та працівники ЗСУ — начальник 42-го Гарнізонного будинку офіцерів, майор ЗСУ, учасник АТО (ООС), співак Олександр Петрук, старший солдат ЗСУ, співачка Катерина Колодинська, директор 42-го Гарнізонного будинку офіцерів Сергій Чеплаков, співак, працівник 42-го Гарнізонного будинку офіцерів Сергій Скоп, сержант Тетяна Повар, старший сержант Павло Михальчишин, штаб-сержант Олег Круторогий, солдат Олександр Коропов;
- співачка Алла Коропова;
- волонтери Валентина Клепач, Сергій Грищук;
- шкільний учитель, співак Роман Войцехівський;
- співак, викладач Хмельницького музичного коледжу ім. В.Заремби Ігор Грінькевич;
- юні співочі таланти з м. Старокостянтинова Вадим Маєвський, Ліза Вознюк, Марія Голюк;
- бібліотекарки: Валентина Черноус, Олена Цісарук, Наталія Сагайдак;
- наукова співробітниця Ольга Дуб;
- освітяни: Наталія Фурман, Ігор Польовий, Оксана Якимчук;
- волонтери-пенсіонери Петро і Ніна Радушинські.

Також із ГО у різний час співпрацювали та у складі колективу брали участь у поїздках в зону проведення АТО (ООС) і волонтерських концертних програмах: Володимир Шпудейко, Олена Єфімчук, Ірина Блискун, Інеса Ножка, Вадим Кушнір, Юрій Звонар, Дмитро Чубаков, Юрій Вилавський, В'ячеслав Тіщенко, Віталій Возний, Тетяна Бондарчук, Сергій Грищук, Євген Блискун, Ігор Білий, Ігор Вилегжанін, Олександр Якубов, Марина Клишната, Ярослав Камінський, Кіра Нанба, Сергій Копанчук, Наталія Шабельник, Руслан Ковальчук, Ольга Терещук, Леся Храбровська, Олександр Дрижал та ін..

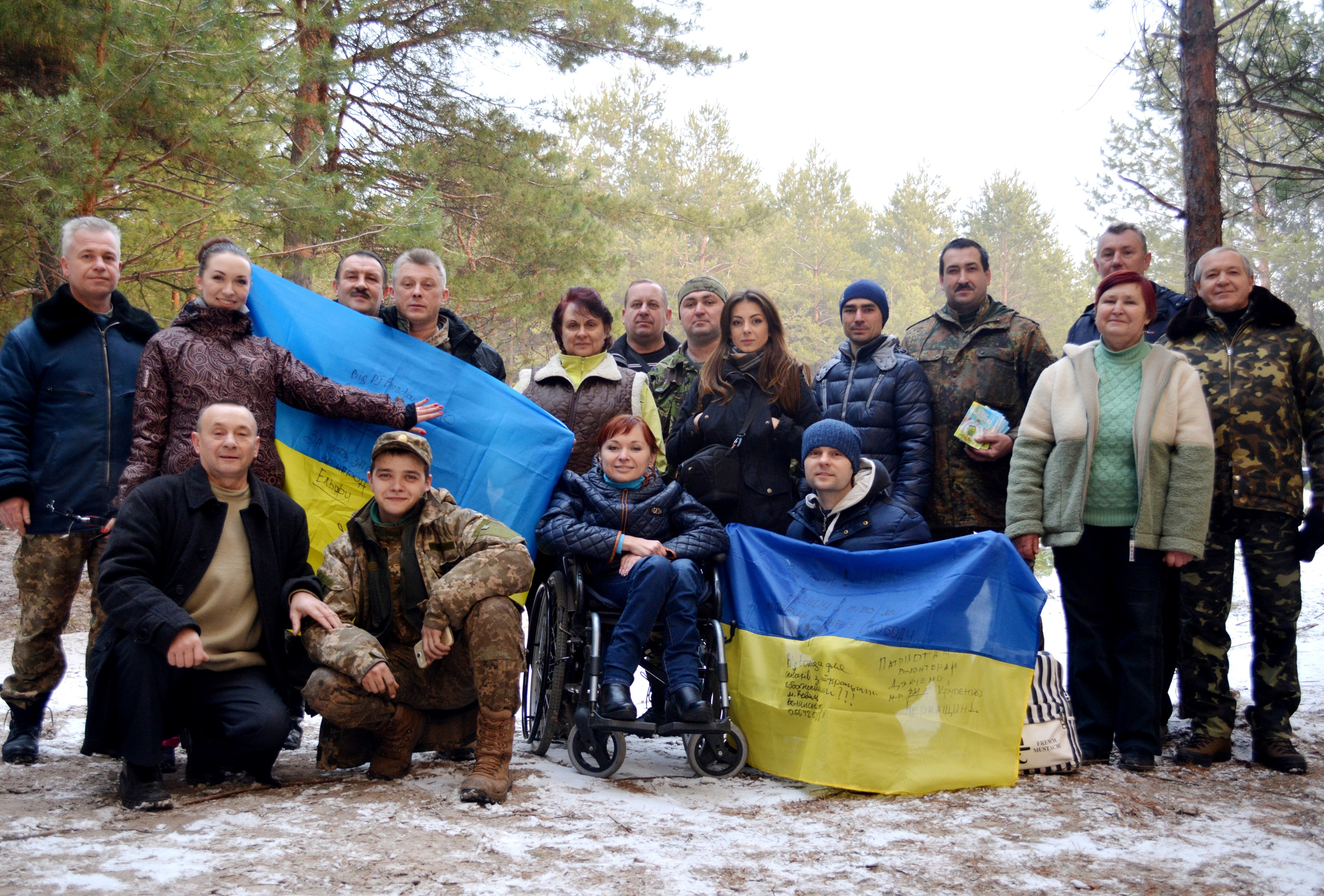
Творча сотня Рух до перемоги в зоні АТО (ООС), грудень 2015р.
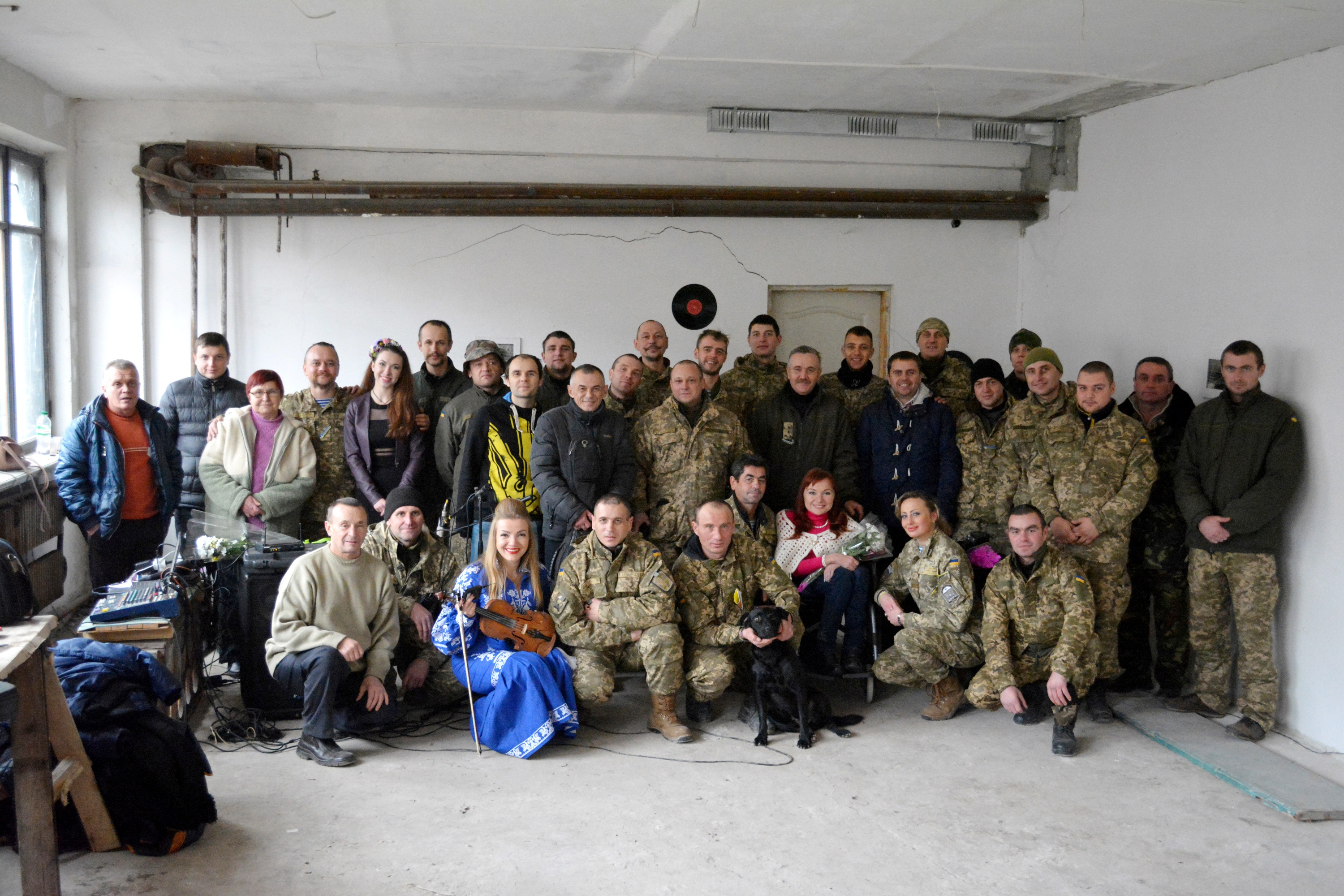
Творча сотня Рух до перемоги, День збройних сил України в зоні АТО (ООС), грудень, 2015р.
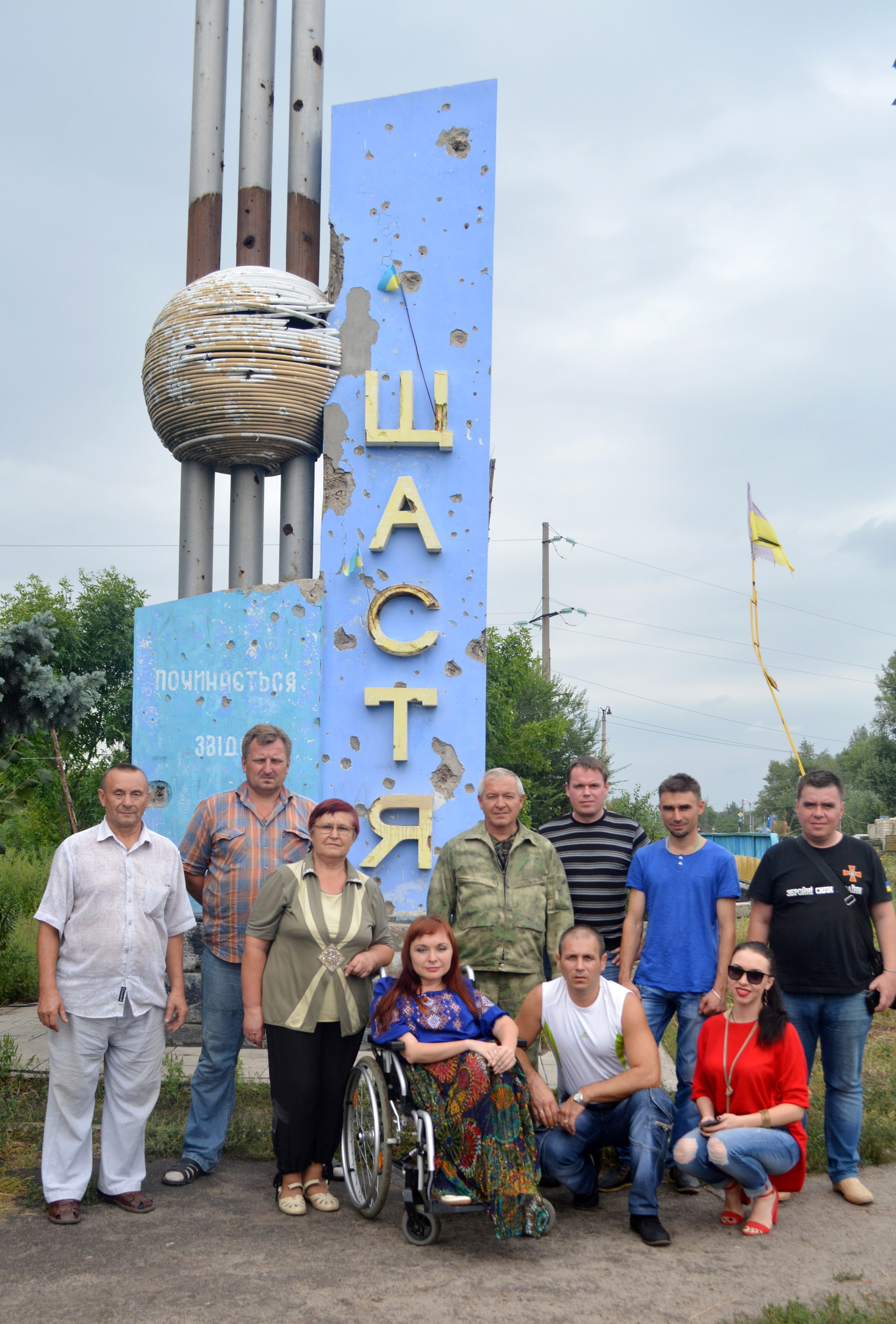
Творча сотня Рух до перемоги, День незалежності України в зоні АТО (ООС), серпень 2016р.
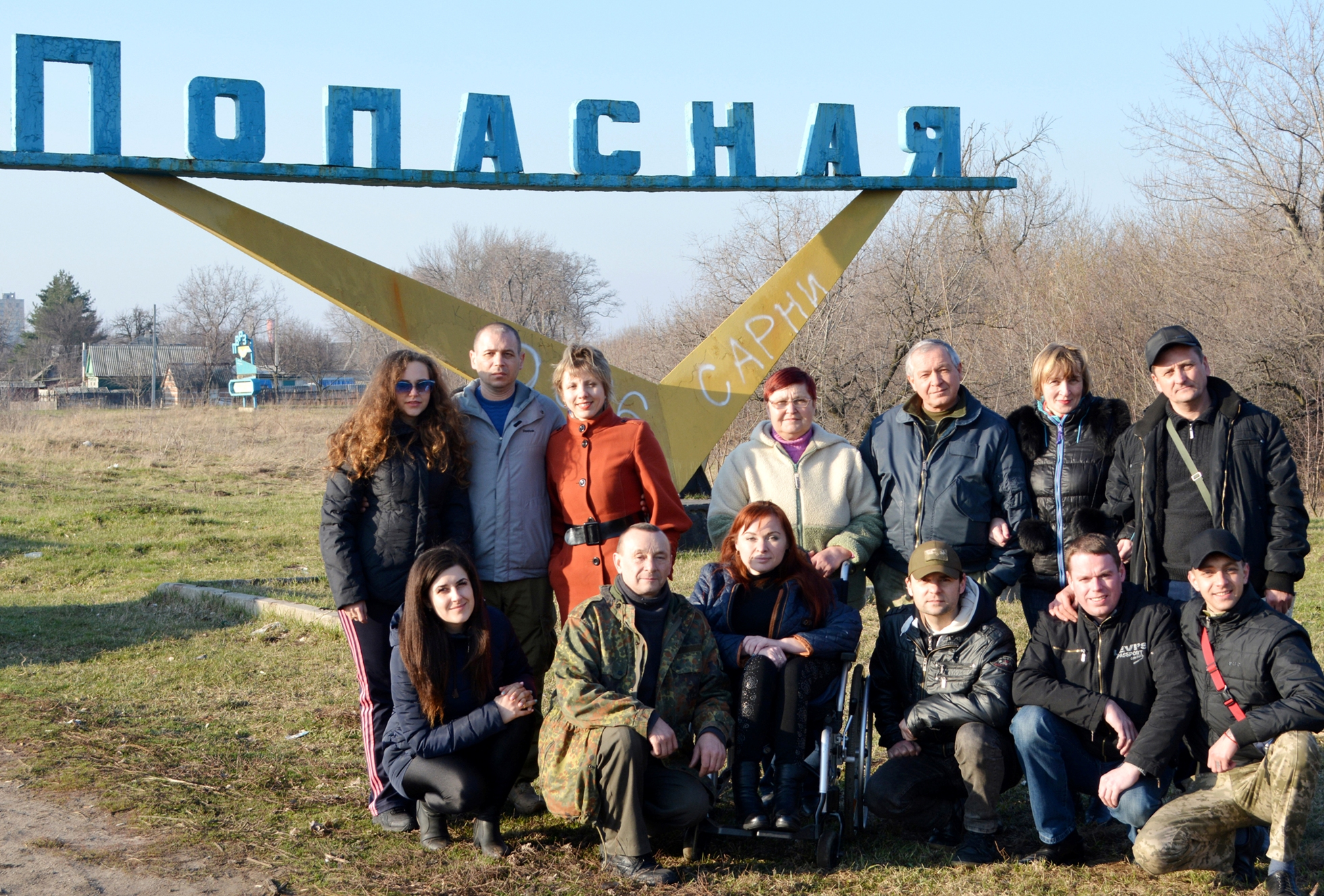
Творча сотня Рух до перемоги в зоні АТО (ООС), квітень 2017р.jpg

## Відзнаки
Організація а також окремі її учасники номінувалися та відзначені преміями «Благодійна Україна», Волонтерська премія Євромайдану SOS, «Червона Доріжка Гідності — Воля Громади», медалями «За вірність національній ідеї», «За гідність та патріотизм», орденом «За розбудову України», медаллю Міністерства оборони України «За сприяння Збройним Силам України», медаллю від капеланів, грамотами і подяками від обласної та місцевої влади, командирів військових частин, штабу АТО і ОТУ.
Відзнакою Президента України «За гуманітарну участь в антитерористичній операції» нагороджені: Оксана Радушинська, Ігор Грінькевич, Олександр Якубов.